# 金載晃
金 載晃（キム・ジェファン、朝鮮語: 김재황、1911年7月3日または1912年7月3日 - 1980年4月8日）は、大韓民国の政治家、実業家。第3代韓国国会議員。仏教徒。

## 経歴
京城府（現・ソウル特別市）出身。早稲田大学文科を校外生として修了。光復青年会城東区支部委員長、大同青年団総本部中央執行委員、大韓青年団中央委員・城東区副団長、義勇消防隊城東区隊長、ソウル市場連合会副会長、国民会城東支部支部長、民保団城東区団公安部長を務めた。1954年の第3代総選挙では無所属候補として、自由党の劉聖権を破って当選したが、その後は自由党に入党し、同党城東甲区委員長・ソウル市党調査部長、国会国防委員、国会議員同友会常任副会長、反共青年団ソウル市団長、青友会常委議長・副会長、豊田実業会長、再建国民運動中央会事務総長、黄金実業株式会社代表理事を歴任した。